# Işık Koşaner
Sebahattin Işık Koşaner (* 5. Dezember 1945 in Devrek) ist ein ehemaliger türkischer General und Generalstabschef der Türkischen Streitkräfte.
Koşaner absolvierte im Jahre 1965 die „Militärschule für Landstreitkräfte“ und im Folgejahr die „Infanterieschule“. 1974 war er als Befehlshaber einer Spezialeinheit an der Besetzung Zyperns beteiligt. Bis 1976 war er beim Heer in verschiedenen Funktionen tätig, absolvierte 1978 die Militärakademie und war als Stabsoffizier im Generalstab tätig. Die Beförderung zum Brigadegeneral erfolgte 1992. Es folgten Beförderungen zum Generalmajor und Generalleutnant. 2004 wurde er Vier-Sterne-General und Oberbefehlshaber der Ägäis-Armee.
Am 30. April 2008 wurde Koşaner zum Heereschef ernannt. Er war seit dem 8. August 2010 der 27. Generalstabschef der Türkischen Streitkräfte.
Am 29. Juli 2011 trat Koşaner gemeinsam mit der gesamten Armeeführung wegen Meinungsverschiedenheiten mit der Regierung Erdoğan von seinem Posten zurück. Sein Nachfolger war Necdet Özel.
Koşaner ist mit Nurdan Koşaner verheiratet und hat mit ihr zwei Kinder.